# Biotin
|  |  |

| SMILES                                    |
| ----------------------------------------- |
| O=C1N[C@@H]2[C@@H](SC[C@@H]2N1)CCCCC(=O)O |

A biotin, más néven B7-vitamin, elavult nevén H-vitamin a vízoldható vitaminok közé tartozó bioaktív vegyület. Kémiai szempontból kéntartalmú heterociklusos, királis karbonsav. Jelenléte szükséges a sejtek zsír és aminosav anyagcseréjéhez, fontos szerepe van a zsírsavak szintézisében, több karboxiláz enzim kofaktora.
A név a görög biotosz (βίοτος: élet) szóból származik.

## Ajánlott napi bevitel
Az USA-ban ajánlott napi bevitel:
- 3 éves kor alatt: 10-20 µg
- 4-6 éves korban: 25 µg
- 7-10 éves korban: 30 µg
- Kamaszoknak és felnőtteknek: 30-100 µg.

## Fizikai és kémiai tulajdonságai
A biotin színtelen, tűszerű kristályokat képező, szobahőmérsékleten szilárd vegyület. Hideg vízben, etanolban, híg savakban gyengén, meleg vízben, lúgos közegben jobban oldódik. Legtöbb szerves oldószerben oldhatatlan. Levegő oxigénjével nem reagál, hevítésre nem bomlik, olvadáspontja 232–233 °C.
Erős savak, lúgok, oxidálószerek és UV-sugárzás hatására elbomlik. Megfelelő tárolás és kíméletes főzés mellett a növényi és állati eredetű élelmiszerek biotinvesztesége 20% alatt marad.

## Biokémiai kofaktor szerepe
A D-(+)-biotin karboxiláz, pontosabban karboxitranszferáz enzimek kofaktora, a kémiai szerepe pedig széndioxid transzfer. Néhány fontos enzim, amelyek mellett szerepet játszik:

Piruvát-karboxiláz reakció. A hidrokarbonát ion ATP-vel reagálva karboxifoszfáttá alakul, amely karboxilálja a biotint. Ez a karboxi-csoport utána átfordul az enzimen enol formában megkötött piruváthoz, a karboxi-csoport átvándorol rá, és oxálecetsav keletkezik. Ez a glükonogenezis folyamatának első lépése.

- Acetil-CoA-karboxiláz alfa
- Acetil-CoA-karboxiláz béta
- Metilkrotonil-CoA karboxiláz
- Propionil-CoA-karboxiláz
- Piruvát-karboxiláz

## Funkciója a sejtmagban
A biotinnak a génexpresszió szabályozásában, mégpedig a géncsendesítésben fontos szerep jut. A biotin a H2A, H3 és H4 hisztonok lizinjéhez kötődik, módosítva a kromatin szerkezetét, befolyásolja az átírást több, mint 2000 gén esetében.